# Cortinarius violaceus
A Cortinarius violaceus é uma espécie de fungo da família Cortinariaceae nativa do Hemisfério Norte. Os basidiomas são cogumelos roxos escuros com píleos de até 15 cm de diâmetro com lamelas na parte inferior. O estipe mede de 6 a 12 cm por 1 a 2 cm, as vezes com uma base mais espessa. A carne escura tem um cheiro que lembra a madeira de cedro. Formando relações ectomicorrízicas com as raízes de várias espécies de plantas, a C. violaceus é encontrada predominantemente em florestas de coníferas na América do Norte e em florestas decíduas na Europa.
Embora as vezes sejam descritos como comestíveis, a aparência dos cogumelos é mais distinta do que seu sabor. A espécie foi descrita pela primeira vez por Carl Linnaeus em 1753 e passou por várias mudanças de nome. É a espécie-tipo do gênero Cortinarius e é facilmente distinguida de outras espécies do gênero por sua coloração escura e cistídios distintos. Existem algumas populações que parecem preferir árvores decíduas e outras que preferem pinheiros, mas não foi encontrada nenhuma divergência genética entre as duas. Quando identificadas como taxonomicamente separadas das populações que preferem árvores decíduas, as populações que preferem pinheiros foram referidas como C. hercynicus, ou como uma subespécie, C. violaceus ssp. hercynicus. Outras populações, antes identificadas como C. violaceus ou próximas a essa espécie, agora foram descritas como espécies novas e separadas, como C. palatinus, C. neotropicus, C. altissimus, C. kioloensis e C. hallowellensis.

## Taxonomia
A Agaricus violaceus foi uma das poucas espécies de fungos nomeadas por Carl Linnaeus em sua obra Species Plantarum de 1753. O epíteto específico violaceus refere-se à cor violeta profunda de seu píleo. Em inglês, é comumente conhecido como píleo de teia violeta (violet webcap), ou cort violeta (violet cort). O naturalista francês Jean-Baptiste Lamarck a considerou uma variedade (violaceus) de uma espécie variável que ele descreveu como Amanita araneosa em 1783, e Christiaan Hendrik Persoon a colocou na seção Cortinaria de Agaricus em sua obra de 1801 Synopsis Methodica Fungorum. Cortinarius foi estabelecido como um gênero pelo botânico inglês Samuel Frederick Gray no primeiro volume de sua obra de 1821, A Natural Arrangement of British Plants, onde a espécie foi registrada como Cortinaria violacea.
A data de início da taxonomia fúngica foi fixada em 1º de janeiro de 1821, para coincidir com a data dos trabalhos do "pai da micologia", o naturalista sueco Elias Magnus Fries, o que significava que o nome Cortinarius violaceus precisava ser sancionado por Fries (indicado no nome por dois pontos) para ser considerado válido. Assim, a espécie foi registrada como Cortinarius violaceus (L.: Fr.) Gray. No entanto, uma revisão de 1987 do Código Internacional de Nomenclatura Botânica definiu a data inicial em 1º de maio de 1753, a data de publicação da obra Species Plantarum de Linnaeus e, assim, o nome não exigiria mais a ratificação da autoridade de Fries e, por isso, é escrito como Cortinarius violaceus (L.) Gray.
O botânico alemão Friedrich Otto Wünsche descreveu a espécie como Inoloma violaceum em 1877. Em 1891, seu compatriota Otto Kuntze publicou Revisio Generum Plantarum, sua resposta ao que ele considerava uma metodologia inadequada na prática nomenclatural existente. Em 1898, ele a chamou de Gomphos violaceus. Entretanto, a revisão de Kuntze não foi aceita pela maioria dos biólogos.
A Cortinarius violaceus foi designada como a espécie-tipo do gênero Cortinarius por Frederic Clements e Cornelius Lott Shear na obra The Genera of Fungi, de 1931. O micologista David Arora considera isso estranho, devido à cor incomum e aos cistídios do cogumelo. Com essa designação, se a C. violaceus fosse separada do restante do gênero, então, de acordo com as regras do Código Internacional de Nomenclatura Botânica, ela manteria o nome Cortinarius, enquanto as outras espécies teriam que ser reclassificadas. A espécie foi uma das duas únicas colocadas em Cortinarius subgênero Cortinarius pelo micologista austríaco Meinhard Moser. A investigação molecular de Cortinarius em todo o mundo aumentou esse número para pelo menos doze.
Um estudo genético realizado em 2015 pela bióloga evolucionista Emma Harrower e colegas sobre a C. violaceus e suas parentes mais próximas sugere que o grupo (seção Cortinarius) se originou na Australásia e começou a divergir de um ancestral comum há cerca de 12 milhões de anos no Mioceno, com a própria C. violaceus divergindo de sua parente mais próxima há cerca de 3,9 milhões de anos. O fato de essas espécies terem divergido há relativamente pouco tempo indica que alguma forma de dispersão deve ter ocorrido em grandes massas de água. As plantas hospedeiras originais eram plantas com flores (angiospermas) e a C. violaceus - ou seu ancestral direto - desenvolveu uma relação simbiótica com pinheiros, bem como com várias plantas com flores; isso pode ter facilitado sua expansão pelo Hemisfério Norte.
Alguns micologistas classificam a C. violaceus como duas espécies distintas: Cortinarius violaceus e Cortinarius hercynicus, sendo que a espécie hercynicus está relacionada à região da Floresta Hercínia, no sul da Alemanha. Essas espécies são diferenciadas morfologicamente pelos esporos mais arredondados da C. hercynicus. Persoon descreveu a C. hercynicus como uma espécie separada em 1794, embora Fries a considerasse coespecífica com a C. violaceus. Moser as separou novamente como espécies em 1967, e o biólogo norueguês Tor Erik Brandrud classificou C. hercynicus como uma subespécie de C. violaceus em 1983. No entanto, Harrower e seus colegas, com base em testes moleculares limitados, não encontraram nenhuma diferença genética ou ecológica entre os dois táxons.
Em 2015, descobriu-se que algumas populações de fungos em todo o mundo que foram classificadas como C. violaceus pertenciam a linhagens separadas e, portanto, foram reclassificadas como novas espécies dentro da seção Cortinarius. Duas linhagens separadas descobertas em populações da Costa Rica foram renomeadas como Cortinarius palatinus e C. neotropicus, uma da Guiana - descrita como sp. aff. violaceus - tornou-se C. altissimus, e outra da Austrália Ocidental e da Tasmânia, descrita como C. violaceus e sp. aff. violaceus, tornou-se C. hallowellensis. Ainda outra da Austrália Oriental foi nomeada C. kioloensis. As espécies pouco conhecidas Cortinarius subcalyptrosporus e Cortinarius atroviolaceus de Bornéu são quase indistinguíveis da C. violaceus fora os detalhes dos esporos difíceis de observar - a primeira tem esporos menores com um perísporo (camada externa) destacado e a segunda tem esporos e basidiomas menores. Outra população, conhecida de Bornéu, Nova Guiné e Nova Zelândia, foi atribuída a C. violaceus por Moser. Ela foi considerada muito semelhante ao conceito original de espécie de C. violaceus e aguarda descrição como uma nova espécie depois que um estudo filogenético revelou que ela representa um táxon distinto.

## Descrição

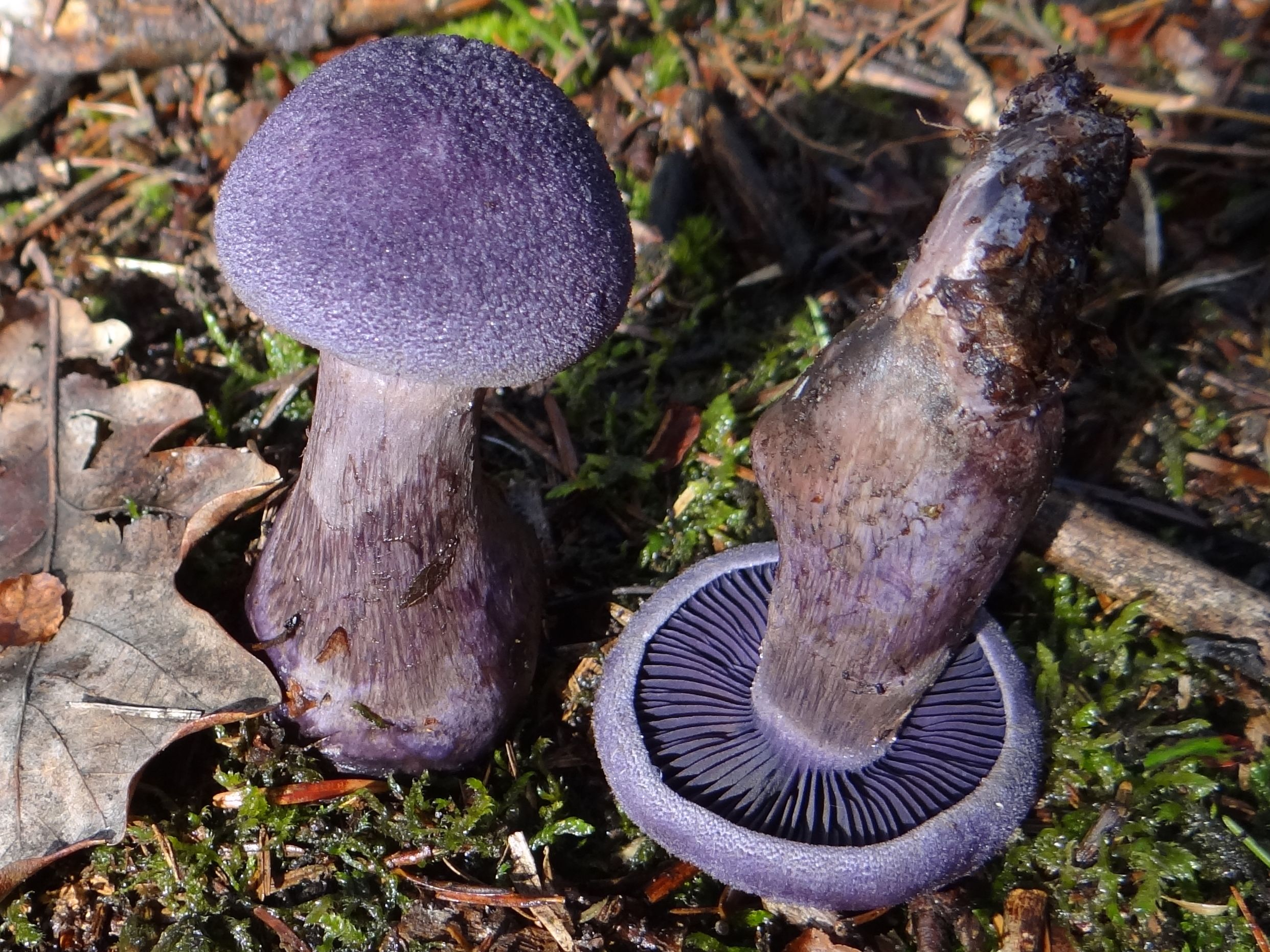
Espécimes mais novas, destacando o píleo escamado

A Cortinarius violaceus tem um píleo convexo (tornando-se amplamente convexo, umbonado ou plano) de 3,5 a 15 cm de diâmetro com uma margem curva. A pileipellis é classificada como uma tricoderme - hifas paralelas que correm perpendicularmente à superfície e formam uma camada de 6 a 22 μm de largura - ou raramente como ixocutis, uma camada de hifas gelatinizadas de 2 a 11 μm de largura. A superfície do píleo, ao contrário de muitas outras espécies de Cortinarius, não é pegajosa nem viscosa, embora ocasionalmente seja gordurosa. O estipe tem de 6 a 18 cm de altura e de 1 a 2 cm de espessura. Devido à sua natureza inchada e bulbosa, a base do estipe pode, as vezes, ter até 4 cm de largura. O estipe tem cor semelhante à do píleo e é coberto por fibrilas semelhantes a lã; um micélio roxo pode estar presente na base. Os espécimes mais novos apresentam um véu, mas ele desaparece rapidamente. A carne é violeta, mas mais escura abaixo da pileipellis e no estipe. A carne tem um sabor suave, lembrando indistintamente a madeira de cedro, com um cheiro leve e agradável, também lembrando a madeira de cedro. As lamelas são violeta-escuras, mudando para um marrom-arroxeado com a idade. Elas têm uma conexão adnata com o estipe e podem ser muito escuras em espécimes mais velhos. O cogumelo fica vermelho quando em contato com hidróxido de potássio (KOH). Os basidiomas identificados como C. v. hercynicus são menos robustos do que os da subespécie nominada.
A esporada é cor de ferrugem, enquanto os próprios esporos medem de 12 a 15 μm por 7 a 8,5 μm. Eles são ásperos, de elípticos a amendoados, e cobertos por verrugas de tamanho médio. Os esporos são mais largos em C. v. hercynicus. A espécie é a única do gênero a ter cistídios tanto nas faces quanto nas bordas das lamelas. Um grande número de cistídios está presente e, individualmente, eles medem entre 60 e 100 μm por entre 12 e 25 μm. Elas têm formato de frasco, com conteúdo um pouco arroxeado.

### Espécies semelhantes
Embora existam muitas espécies de Cortinarius com algum grau de cor violeta, a C. violaceus e seus parentes próximos são facilmente distinguidos por sua cor púrpura mais escura. A Cortinarius iodes do sudeste dos Estados Unidos tem um píleo roxo viscoso e um estipe violeta mais pálido. As outras espécies da seção Cortinarius são roxas escuras e superficialmente semelhantes, mas podem ser diferenciadas com base no hospedeiro e na geografia, pois não ocorrem nos mesmos locais que a C. violaceus. Certas espécies de Leptonia no noroeste da América do Norte, incluindo L. carnea e L. nigroviolacea, têm uma cor semelhante, mas são facilmente diferenciadas devido à esporada rosa.
C. cotoneus, Entoloma bloxamii e E. parvum também são semelhantes.

## Habitat e distribuição
A Cortinarius violaceus é encontrada na América do Norte, Europa e Ásia. Embora muito difundida, não é muito comum em nenhuma parte da Europa, e está listada como ameaçada de extinção nas Ilhas Britânicas. A Cortinarius violaceus é um componente raro das áreas subárticas do oeste da Groenlândia. Não foi registrada na Islândia.
Na Europa, ela cresce em florestas decíduas durante o outono, especialmente entre carvalhos, bétulas e faias, mas também é encontrada ocasionalmente com coníferas. Ocasionalmente, também é conhecida em charnecas sem árvores, onde está associada a Pteridium. A espécie prefere solos ácidos. A Cortinarius violaceus forma associações micorrízicas com várias espécies de árvores. Nessa relação simbiótica, o fungo obtém carbono da planta e lhe fornece minerais benéficos. Nos países nórdicos, seus hospedeiros incluem a bétula branca (Betula pubescens), a bétula prateada (B. pendula), Populus tremula e, raramente, Fagus sylvatica. Não há registros de associação com carvalho (Quercus) nessa região. Brandrud relatou que a spp. hercynicus crescia com a Picea abies, geralmente em solos mais alcalinos e junto com musgos dos gêneros Hylocomium e Pleurozium e, em áreas mais úmidas, o musgo Rhytidiadelphus triquetrus, bem como o arbusto da família Ranunculaceae Hepatica nobilis. A espécie cresce com Betula pubescens na Groenlândia e também está associada à avelã (Corylus avellana) na Europa Central e do Sul.
Na América do Norte, a C. violaceus prefere coníferas e, embora seja rara em grande parte do continente, é relativamente comum em algumas áreas, incluindo o Parque Nacional do Monte Rainier e o Parque Nacional Olympic. É mais comum em florestas antigas no noroeste do Pacífico, embora tenha surgido em áreas de rebrota povoadas de abetos, pinheiros, álamos e amieiros na região dos Grandes Lagos. Os cogumelos ocorrem isoladamente ou em pequenos grupos, geralmente perto de madeira apodrecida, e podem crescer como anéis de fadas. Espécies intimamente relacionadas que se parecem com C. violaceus podem ser encontradas na América Central e do Sul, Austrália, Nova Zelândia, Papua Nova Guiné e Malásia.

## Comestibilidade e bioquímica
O cogumelo Cortinarius violaceus as vezes é considerado não comestível, e as vezes é considerado comestível, mas não é recomendado. O principal apelo da espécie para os caçadores de cogumelos, de acordo com Arora, é sua beleza. Sua semelhança com alguns outros cogumelos não comestíveis ou tóxicos torna sua ingestão arriscada. O sabor após o cozimento é supostamente amargo.
A cor do C. violaceus não pode ser convertida em um corante, ao contrário de outras espécies de Cortinarius, como a C. sanguineus e a C. semisanguineus. A cor é causada por um pigmento elusivo que tem sido difícil de isolar; sua identidade não era conhecida até 1998. Trata-se de um complexo de ferro (III) de (R)-3′,4′-dihidroxi-β-fenilalanina [(R)-β-dopa]. Ele se dissolve na água, tornando o líquido roxo escuro antes de se tornar cinza-escuro. Os basidiomas da C. violaceus contêm cerca de 100 vezes mais ferro do que os da maioria dos outros fungos. O extrato de Cortinarius violaceus demonstra uma atividade inibitória contra a cisteína protease.

## Links externos
- Cortinarius violaceus em Index Fungorum
- Imagens em Mushroom Observer